# Likskäret
Likskäret är en ö i de inre delarna av Lule skärgård. Ön satt tidigare ihop med Sandön men genom att farleden till Luleå grävdes/muddrades blev Likskäret en egen ö liksom den tidigare varit. På den norra delen av ön ligger Altappen som runt år 1900 hade ett av Norrbottens största sågverk. Denna industribebyggelse förstördes dock av en förödande brand.
Likskäret utgör ett naturreservat i Luleå kommun i Norrbottens län.